# Miguel Bossio
Miguel Angel Bossio Bastianini (Montevideo, 1960. február 10. – ) uruguayi válogatott labdarúgó.

## Pályafutása

### Klubcsapatban
A Racing Montevideo színeiben kezdte a pályafutását. 1978 és 1979 között a Sud Américában, 1980 és 1986 között a Peñarolban játszott, melynek tagjaként három (1981, 1982, 1985) bajnoki címet szerzett és 1982-ben megnyerte a Libertadores-kupát és a Interkontinentális kupát. 1986-ban Spanyolországba szerződött a Valenciához, ahol négy évet töltött. 1990 és 1992 között a Sabadell, az 1992–93-as szezonban az Albacete játékosa volt.  

### A válogatottban
Az 1979-es ifjúsági világbajnokságon bronzérmet szerzett az U20-as  uruguayi válogatottal. 1983 és 1986 között 30 alkalommal szerepelt az uruguayi válogatottban és 1 gólt szerzett. Részt vett és az 1986-os világbajnokságon, ahol az NSZK és a Dánia elleni csoportmérkőzésen kezdőként lépett pályára, az utóbbin piros lapot kapott. Skócia ellen eltiltását töltötte, majd az Argentína elleni nyolcaddöntőben ismét a kezdőben kapott lehetőséget. Tagja volt az 1983-as Copa Américán győztes válogatott keretének is.

## Sikerei
Peñarol
- Uruguayi bajnok (3): 1981, 1982, 1985
- Copa Libertadores (1): 1982
- Interkontinentális kupa (1): 1982

Uruguay
- Copa América győztes (1): 1983